# Fowler (New York)
Pour les articles homonymes, voir Fowler.
Fowler est une ville du comté de Saint Lawrence, dans l'État de New York, aux États-Unis,. En 2010, elle comptait une population de 2 202 habitants.

## Démographie
Lors du recensement de 2010, la ville comptait une population de 2 202 habitants, tandis qu'en 2016, elle est estimée à 2 110 habitants.